# Федерация профсоюзов Беларуси
Федера́ция профсою́зов Белару́си (бел. Федэра́цыя прафсаю́заў Белару́сі) — республиканское добровольное независимое объединение профессиональных союзов, их объединений и ассоциированных членов.

## История
Федерация профсоюзов Беларуси является правопреемницей Белорусского республиканского совета профессиональных союзов, существовавшего во времена СССР. Решение о создании ФПБ было принято во время XVII съезда профсоюзов Белорусской ССР, состоявшегося 5—6 октября 1990 года. На данном съезде, объявленном первым съездом ФПБ, был утверждён её устав.
В 1992 году было подписано первое трёхстороннее соглашение между ФПБ, Правительством Республики Беларусь и объединениями работодателей.
По данным на 1 января 2002 года Федерация профсоюзов Беларуси включала в себя 32 отраслевых профсоюза, 6 областных и Минское городское объединение профсоюзов, 2 профсоюза крупных предприятий. Численность ФПБ превышала 4 млн участников.
С 2002 года регулярно функционирует Национальный совет по трудовым и социальным вопросам, в составе которого присутствуют представители ФПБ.
Руководители организации:
- 1990—2001 — В. И. Гончарик (руководитель Белорусского республиканского совета профессиональных союзов в 1986—1990 гг.);
- 2001—2002 — Ф. П. Витко;
- 2002—2014 — Л. П. Козик;
- 2014—2024 — М. С. Орда;
- c 2024 — Ю. А. Сенько[5].

## Организация
Высшим органом ФПБ является съезд. В период между съездами организационные вопросы решаются на пленумах Совета ФПБ. В период между пленумами руководство осуществляет Президиум Совета ФПБ. В Президиум входят как руководители крупных профсоюзов, так и представители низовых профсоюзных структур. Основной принцип формирования органов ФПБ — прямое избрание на съезде.
Основные цели деятельности ФПБ, согласно официальной информации:
- повышение уровня жизни, материального благосостояния членов профсоюзов и членов их семей;
- координация действий членских организаций по защите трудовых и социально-экономических прав и законных интересов членов профсоюзов, входящих в ФПБ;
- укрепление солидарности и единства действий профсоюзного движения республики;
- совершенствование и развитие системы социального партнёрства, форм и методов взаимодействия профсоюзов (их объединений), нанимателей (их объединений) и органов государственного управления.

ФПБ содержит унитарное предприятие «Издательский дом „Проф-Пресс“», издающее газету «Беларускi Час» и управляющее радиостанцией «Новое радио».

## Оценка деятельности
Белорусский политолог Валерий Карбалевич называет ФПБ провластной организацией и утверждает, что его истинная цель — защита власти Александра Лукашенко, а не защита интересов трудящихся. О кризисных процессах, имевших место в профсоюзном движении как минимум в начале 2000-х годов, сообщают и официальные белорусские источники.

## Награды
- Премия Президента Республики Беларусь «За духовное Возрождение» (31 декабря 2016 года) — за значительный вклад в патриотическое воспитание граждан, проведение масштабной реконструкции и реставрации мемориального комплекса «Курган Славы»[8]